# Katedrála Nanebevzetí Panny Marie (Lvov)
Katedrála Nanebevzetí Nejsvětější Panny Marie známá také jako Latinská katedrála (ukrajinsky Архікафедральна базиліка Внебовзяття (Успіння) Пресвятої Діви Марії/Латинський кафедральний собор, polsky Bazylika archikatedralna Wniebowzięcia Najświętszej Maryi Panny we Lwowie/katedra łacińska) je římskokatolickou katedrálou v ukrajinském městě Lvov. Zároveň je i sídlem lvovského římskokatolického arcibiskupa. Nachází se na Starém městě na Katedrálním náměstí vedle lvovského Rynku. V roce 1910 získala lvovská katedrála díky snahám lvovského arcibiskupa svatého Józefa Bilczewského titul menší baziliky. Dnes je katedrála považována za architektonickou památku celostátního významu, nesoucí ochranné číslo 316/0.

## Historie

### Problematika založení chrámu

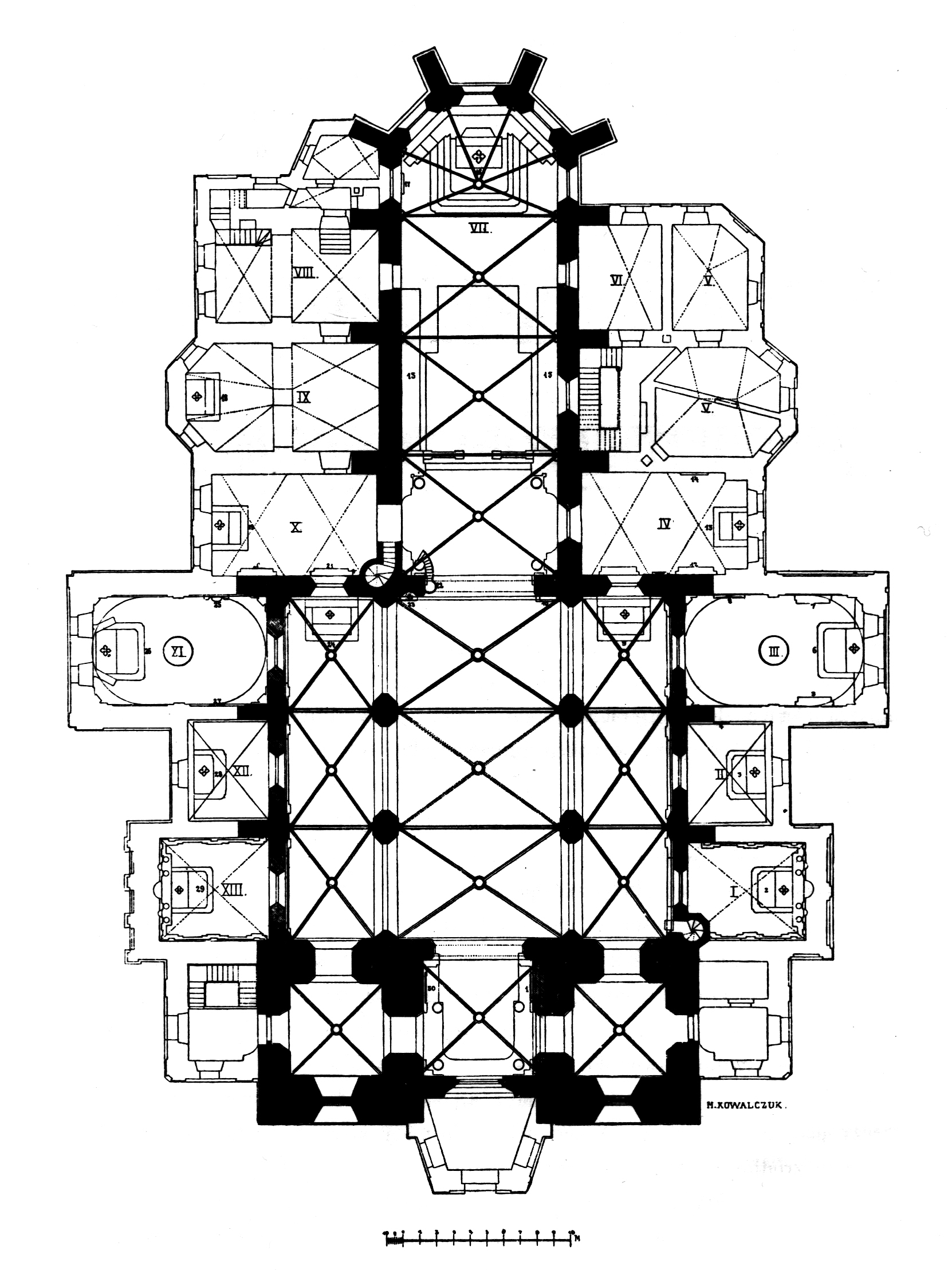
Architekt Michał Kowalczuk. Půdorys katedrály. Silnou čarou je narysovaná nejstarší část budový

Okolnosti založení, ani přesné datování a zakladatelé stále nejsou zřejmé, neboť o stavbě téměř neexistují prvotní doklady. Množství knih obsahuje celou řadou dat a hypotéz, občas i ve formě konečných prohlášení, nicméně všechny prameny vychází z historiografické tradice nebo druhotných zdrojů. Nejvíce různých rozcházejících se informací o datu vzniku katedrály bylo zaznamenáno především během výzkumu v 19. a 20. století. Analýza historiografie, kterou publikovala v roce 2000 ukrajinská výzkumnice posvátné gotiky Olga Kozubsková ukázala, že ani tradice a ani žádná z hypotéz nejsou dokumentačně podpořeny a jsou z mnoha důvodů sporné. I dále se tento postoj šířil a odrazil se v základní práci „Architektura Lvova. Čas a styl 13. - 14. století„ (2008) a „Encyklopedie Lvova„ (2010).

### Verze o datu založení

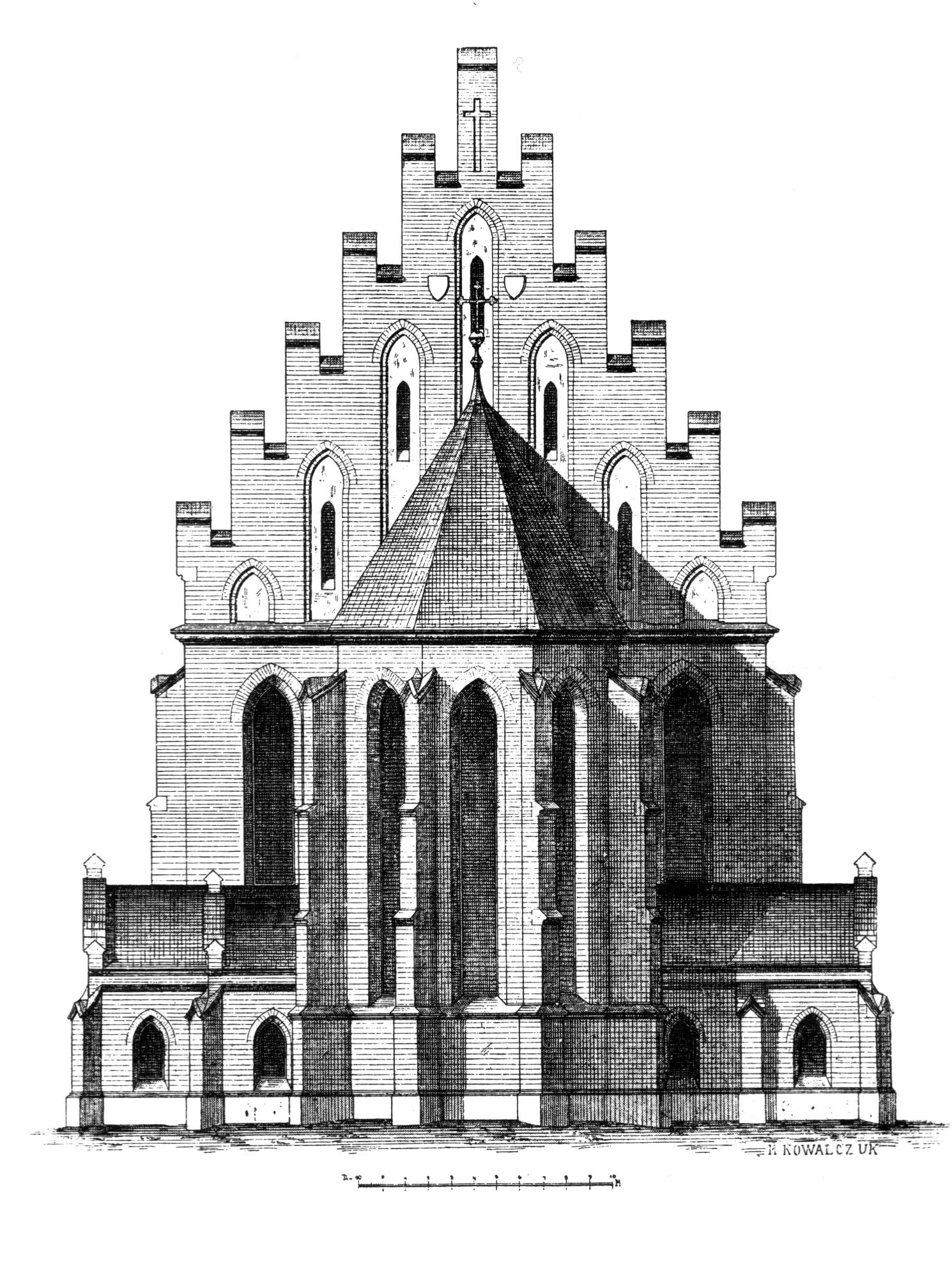
Architekt Michał Kowalczuk. Grafická rekonstrukce.

1344. Verze z nepublikované práce tajemníka kapitoly první poloviny 19. století Kajetana Andrusevyča. Žádným způsobem nebyla odůvodněna, avšak podporována Stanislavem Zajaczkowskim, který tvrdil, že datování je potvrzeno obecními spisy, což není pravda - tato data se ve spisech nenachází. Po Zajaczkowskim tuto myšlenku opakovali Tadeuš Mankowský, Jozef Krentoš, Bartolomeo Kačorovský, Jan Ostrowský a Jerzy Petrus.
1350. Tato datace vyplývá z verze o dřevěném kostele Panny Marie, který existoval v letech 1340-1349 a novém kamenném kostele, založeném v roce 1350 na stejném místě. Pochází z výpisků z městských archivů, které byly zaslány v roce 1763 nebo 1765 do Říma jako trakt soudního procesu arcibiskupa Serakovského s magistrátem. Tato teze byla podporována Vladislavem Abrahamem a Frederikem Pape, ale zároveň byla kritizována Denisem Zubrytským a Mychajlem Hruševským. Pravdivost historických pramenů a vlastní existence těchto zdrojů je nedůvěryhodná.
1361. Verze zaznamenaná Janem Długoszem v jeho díle „Dějiny Polska“. Alexander Semkovyč předpokládal, že zdrojem pro Długosza byla papežská bula z roku 1361, která údajně povoluje založení metropole. Ve skutečnosti je vznik buly datován na 6. dubna 1363 a ve skutečnosti tam povolení zmíněno není (metropole byla založena až v roce 1412). Existuje tedy pravděpodobnost, že Długosz měl na mysli náboženskou instituci, nikoli budovu. Důležité je však to, že Długosz nepřisuzuje pozici zakladatele Lvovského chrámu Kazimírovi III. Tento náhled na dataci založení a její odůvodnění podpořili Martin Kromer a Jan Alnpek. Poslední zmíněný změnil datum na 1364 a nakonec i připsal Kazimírovi III. založení budovy.
1360 – 1368. Doba, kdy došlo k založení budovy, dle pohledu Maurycy Dzieduszyckiho. Avšak předpokládá, že do začátku 15. století k výstavbě budovy nedošlo.
1370. Verze Władysława Łozińského, kdy rok 1370 je rokem položení základního kamene, avšak dle jeho názoru k zahájení stavby došlo až o zhruba 30 let později.
1349 a 1370. Dvě sporná data, uváděná Bartłomiejem Zimorowicem na základě neznámých zdrojů. Tato data se opakují v 19. století v práci Ignata Chodinickeho.

### Různé pohledy na okolnosti založení
Historiografická tradice podporovaná většinou autorů tvrdí, že katedrála byla založena Kazimírem III. Současník Kazimíra, kronikář Janko z Čarnkova, nezaznamenal Lvovský chrám do seznamu nadací krále. Tyto údaje neobsahují žádný záznam od kronikářů té doby. Ani král se v dopisech papežovi nezmiňuje o katedrále. Zároveň je známo, že se Kazimír nenacházel v dobré finanční situaci (opakovaně apeloval, aby mu byla poskytnuta pomoc). Hodně vědců se shoduje, že po smrti Kazimíra výstavbu financovala šlechta. Podle Olgy Kozubskovoji mohla být městská šlechta iniciátorem výstavby od začátku, což se stalo například i v případě Mariánského kostela v Krakově.
Verze o zasvěcení kostela Svaté Trojici. Tato verze se poprvé objevuje u Jana Alnpeka. Zdroj takových tvrzení není známý. Ale tuto myšlenku opakovali Stanislav Zajączkowski, Tadeusz Mankowski, Bartolomeo Kachorovskym, Jan Ostrowski, Jerzy Petrus a Tadeusz Traydosom.
Verze o kostele Marie Sněžné, prvního farního kostela. Myšlenka náleží Francisi Zahariyasevyči, opakovaná byla Stanislavem Zajaczkowskim.

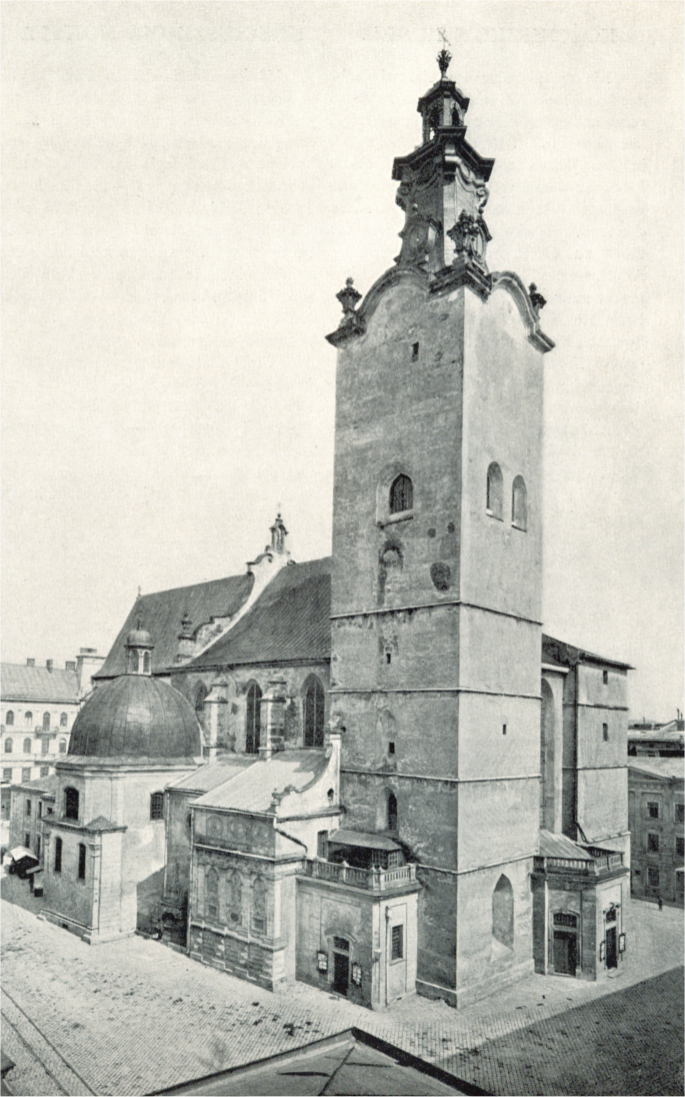
Katedrála v roce 1898

Verze o chrámu předchůdce. Výzkumníci Ignatius Chodynytský a Isidor Sharanevých tvrdili, že od knížecí doby tady sídlila církev východního obřadu – Zesnutí, kterou Kazimír III přikázal zrušit.

### Historie 19. - 21. století
V průběhu celého 19. století se v interiéru doplnilo vybavení a v exteriéru se odehrálo hodně změn, zejména v dekoraci. V roce 1802 byla vlevo od vstupu do presbytáře nainstalována nová kovová kazatelna.
Na opačné straně byl postaven empírový pomník Katarzyně Ossolinskí z rodiny Yablonovských, vtvořený v letech 1805-1806 z mramoru a bronzu sochařem Hartmanem Witwerem. Arcibiskup František Pishtek byl iniciátorem celé řady úprav v letech 1835-1846. Autentické gotické zdivo fasády, vystavěné z cihel dvou odstínů, bylo zcela omítnuto. V roce 1839 v katedrále postavili nové varhany, vyrobené lvovským mistrem Romanem Duchenským. V roce 1844 přibyl pozlacený kříž na špici věže. Chrám byl vyzdoben malbami od Aloise Reihan a Josefa Hoynytskoho.
V chrámu bylo také nalezeno několik náhrobků.
Na konci 19. století se ve Lvově konaly přípravy na Galickou krajskou výstavu, plánovanou na rok 1894. V této souvislosti byla v roce 1892 zahájena další etapa rekonstrukce. Vedoucími rekonstrukce byl biskup Jan Puzyna, profesor Wladyslaw Lozinski a mladý architekt Michal Kovalčuk. Do roku 1894 se nepodařilo dokončit rekonstrukce – jen samotná rekonstrukce presbytáře trvala až do roku 1899. Následně Vídeňská císařská komise uznala, že rekonstrukce byla prováděna neprofesionálně a způsobem, který zničil autentičnost budovy. Práce na rekonstrukci byla zastavena.
V roce 1908 se vedoucím restaurátorských prací v katedrále stal profesor Lvovské Polytechnické univerzity Tadeusz Obminský, který setrval v této pozici až do své smrti do roku 1932.
Během druhé světové války kostel neutrpěl téměř žádné škody, až na pamětní desky věnované bitvě u Grunwaldu a pamětní desku Petra Skarzi, jenž byly zničeny nacisty.
V současnosti je lvovská katedrála jedním z center polské menšiny ve Lvově. Většina bohoslužeb v ní dodnes probíhá v polském jazyce. V katedrále se nachází relikvie svatého Józefa Bilczewského a svatého Zygmunta Gorazdowského, které blahoslavil během své návštěvy Lvova v červnu 2001 Jan Pavel II. a v říjnu 2005 svatořečil Benedikt XVI., což připomíná pamětní deska, která se nachází u vstupu do katedrály.

## Architektura

### Exteriér

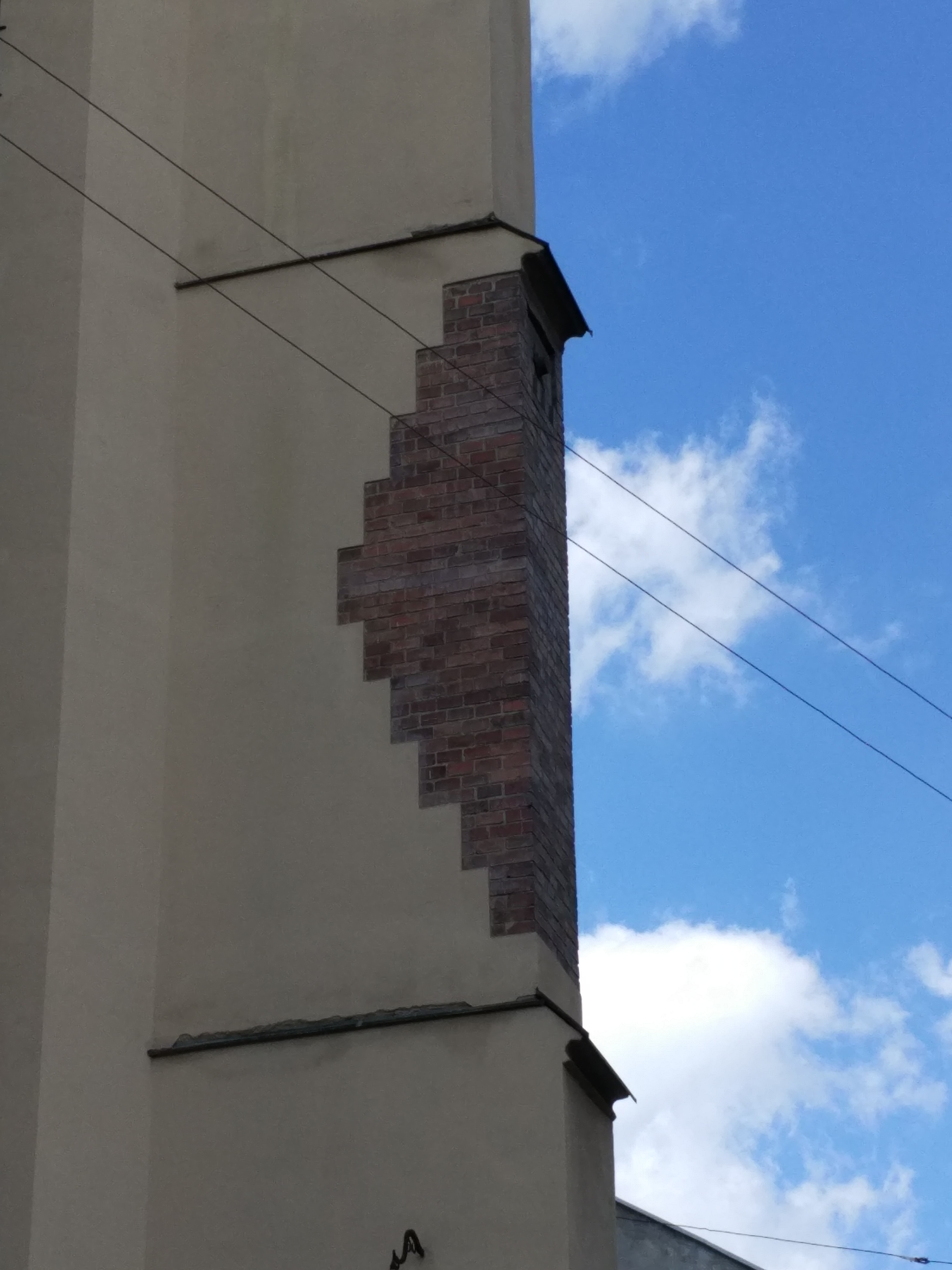
Odkrytá vrstva cihel na opěrném systému apsidy

Katedrála stojí uprostřed Katedrálního náměstí a od středověku je architektonickou dominantou jihozápadní části bývalého centra. Budova je situována na východo-západní ose s hlavním vchodem v západním průčelí. Katedrála byla vystavěna z cihel dvou barev a následně omítnuta (odkrytou vrstvu cihel je možno vidět na opěrném systému apsidy). Na stavbu byly použity vápenité pískovce, těžené v kamenolomech kolem města. Trojlodní chrám standardního typu je dlouhý 67 m a široký 23 m, s protáhlým presbytářem a hraněnou apsidou.
Na západní straně k chrámu přiléhají dvě zvonice čtvercových půdorysů. Pravá zvonice byla postavena pouze do výšky klenby hlavní lodi. Zvenku budova doplněná vnějším opěrným systémem z 12 mohutných opěrných pilířů, které končí těsně pod střešními okapy. Původně se hlavní prostor rozkládal na čtvercovém půdorysu, později přistavené časti však dispozice chrámu zásadně změnily. Z obou stran přiléhají k presbytáři symetricky dvě sakristie a dvě kaple. Mezi pilíře opěrného systému bylo k lodím ze severní a jižní strany později dostavěno po 3 kaplích. Střecha nad loděmi a presbytářem je dvouspádová, nad levou zvonicí složitá barokní s vázami a nad nedostavěnou pravou zvonicí stanová. Na střeše nad hlavní lodí se nachází vikýře, uspořádané do dvou řad, avšak umístěné v různých výškách. Gotický vzhled stavby zdůrazňuje vysoká špička věžní střechy. Věž má několik pater s okny. Většina oken má lomený tvar, jen v posledním patře jsou okna obdélniková a úzká. Věž má římsku obloukového tvaru. Věžní střecha má falešné vikýře orientované ke světovým stranám.

### Interiér

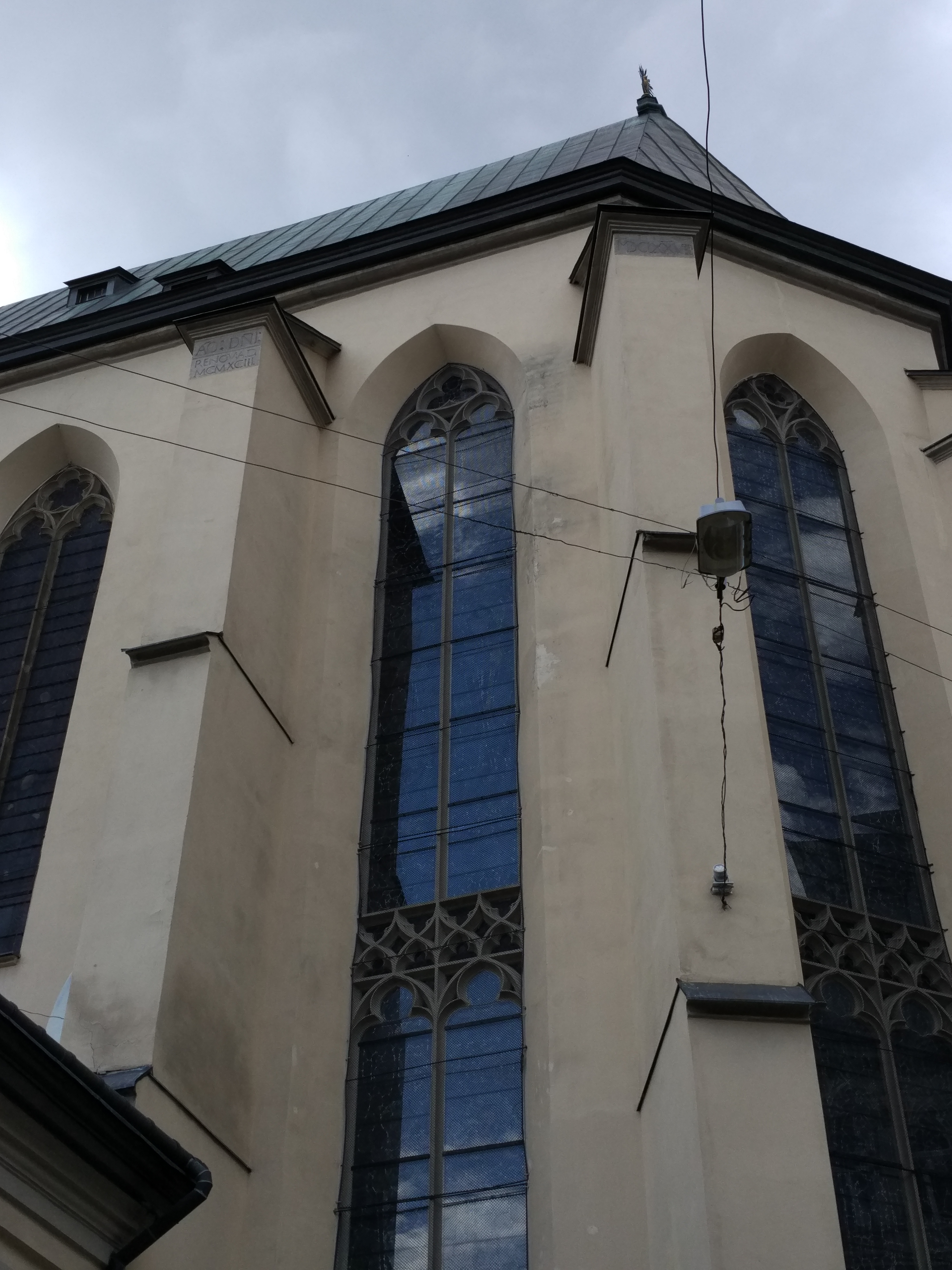
Okna apsidy

Prvky použité uvnitř budovy dodnes poukazují na skutečnost, že od počátku byla budova stavěna v gotickém stylu. Těmito prvky jsou čtyři vysoké sloupy podporující lomené oblouky. Lodě a presbytář jsou zaklenuty třemi křížovými klenbami s gotickými žebry hruškovitého tvaru. Žebra jsou svedena na přípory. Nad prostorem presbytáře jsou tři křížové klenby, ale na rozdíl od prostoru lodi, jsou žebra svedena na konzoly. Konzoly nemají složitý tvar. Představuje je postupné splynutí diagonálních žeber a oblouku. Ve vysokých lomených oknech presbytáře se nachází kružba. Vrchol kružby tvořen jedním trojlistem. V půlce výšky je okno děleno další kružbou tvaru lomeného kosočtverce. Okno je mezi kružbami zdobeno jeptiškami. Původně gotická stavba byla mnohokrát přebudovávána a v 18. století získala svůj barokní charakter s prvky rokoka. Připomínkou o původu stavby je neogotická oratoř ve tvaru balkónu, s kružbami na zábradlích a římse. Hlavním motivem kružby je čtyřlist. Sloupy podporující římsu jsou také tvaru čtyřlistu. V té době byl vytvořen i rokokový hlavní oltář, který pochází z let 1765-1771. Na konci 19. století byl presbytáři navrácen gotický charakter. Stěny i klenby jsou pokryty četnými freskami.

## Foto

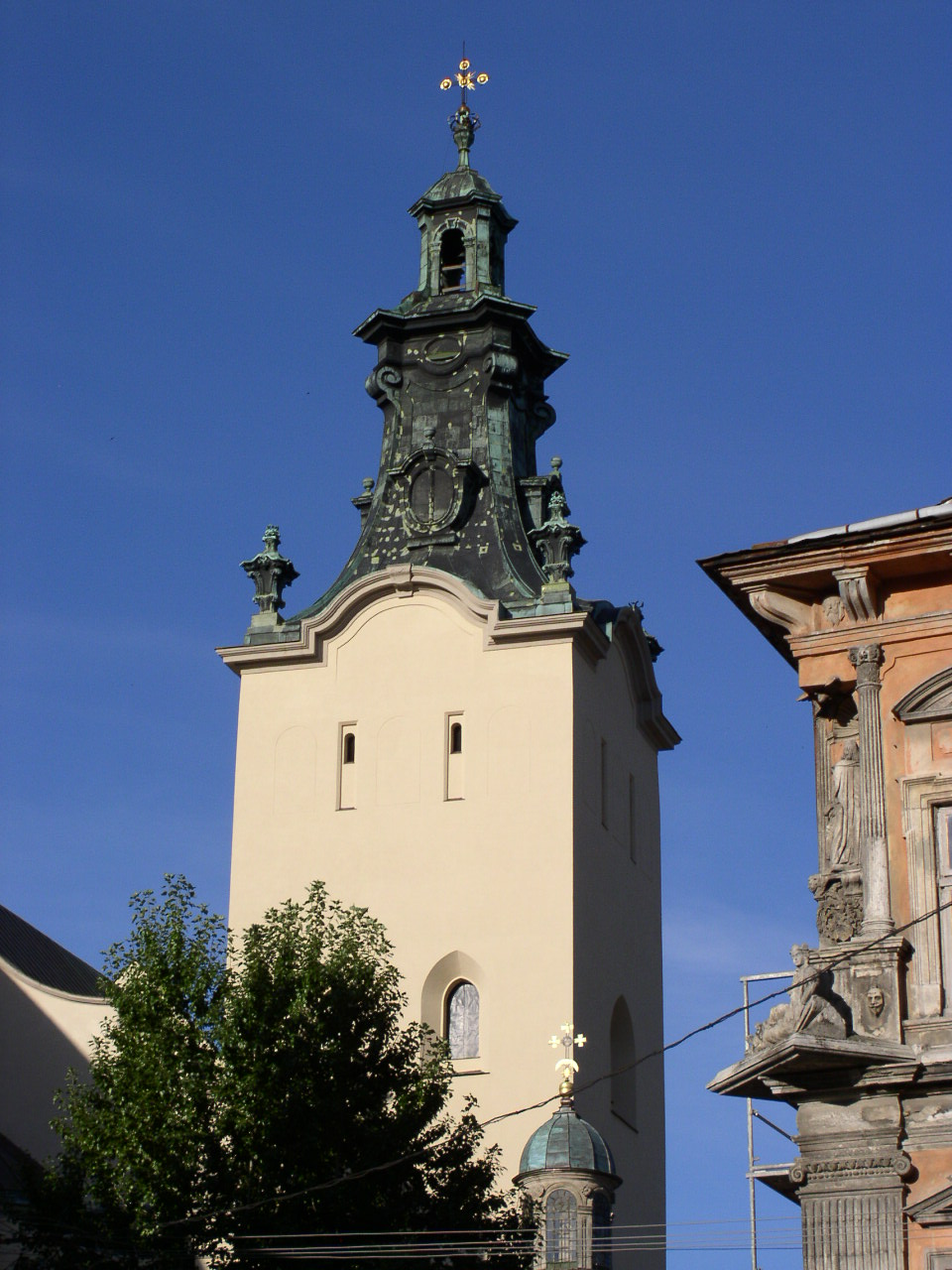
Zvonicová věž
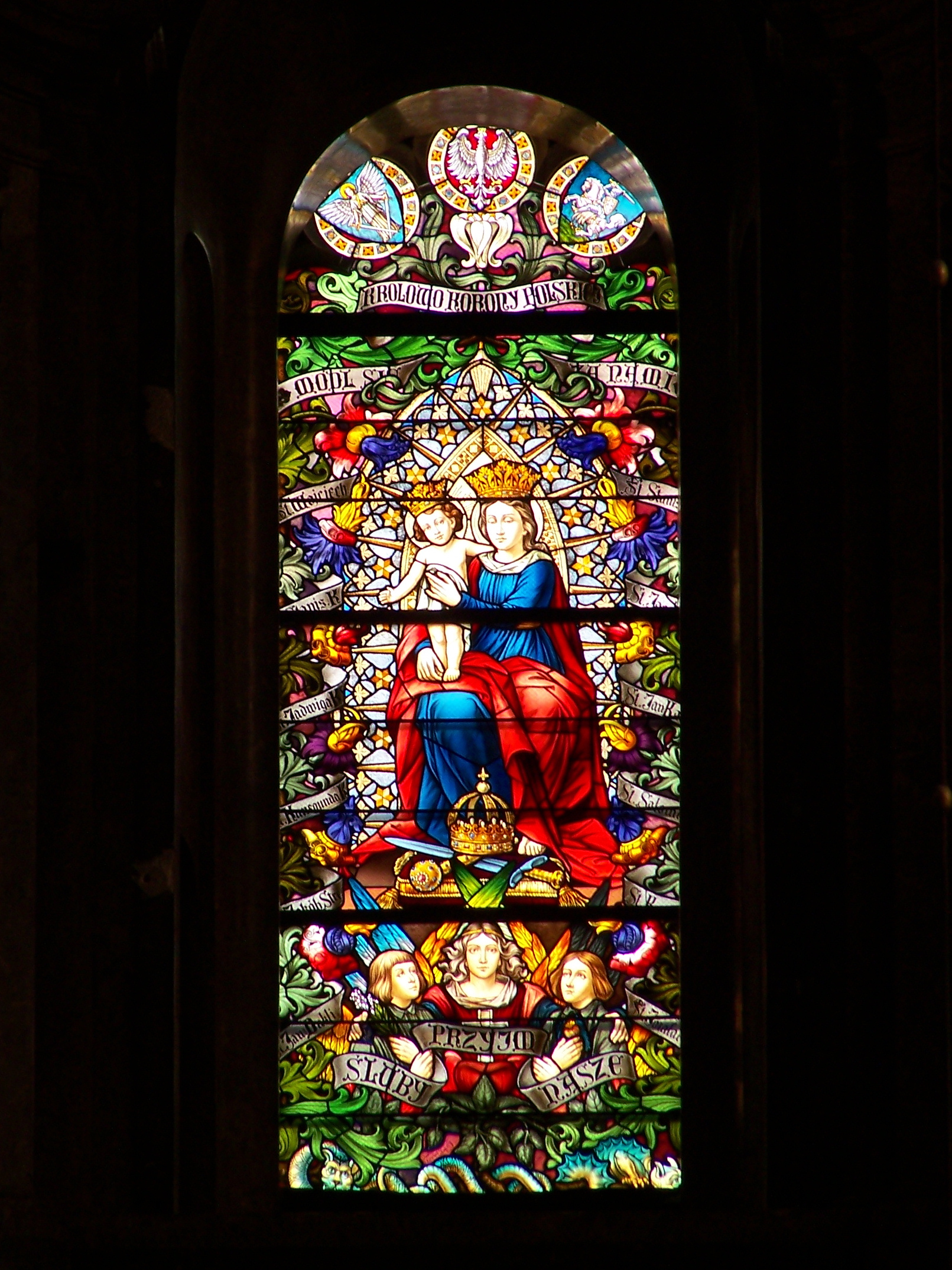
Vitráž
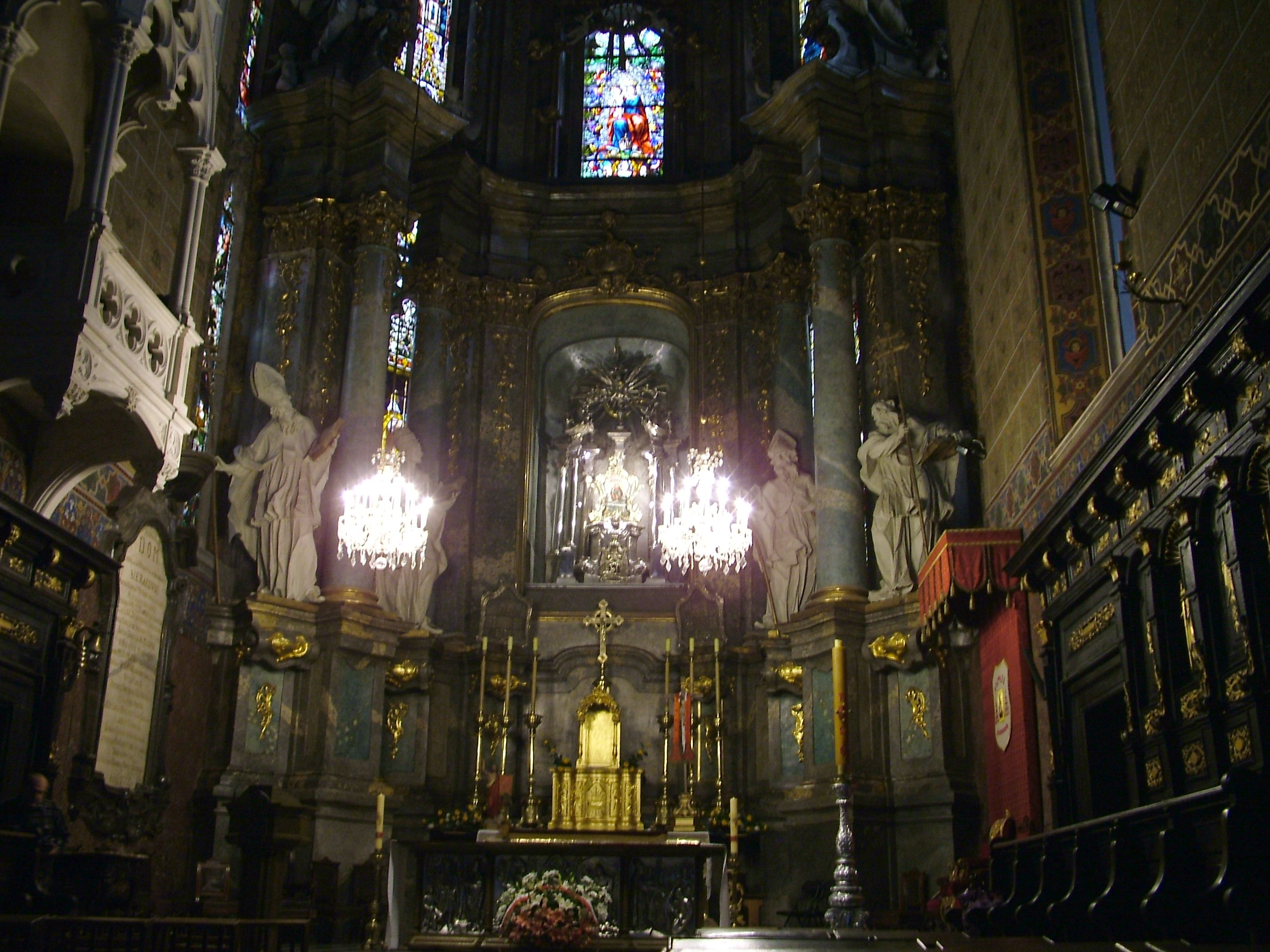
Presbytář
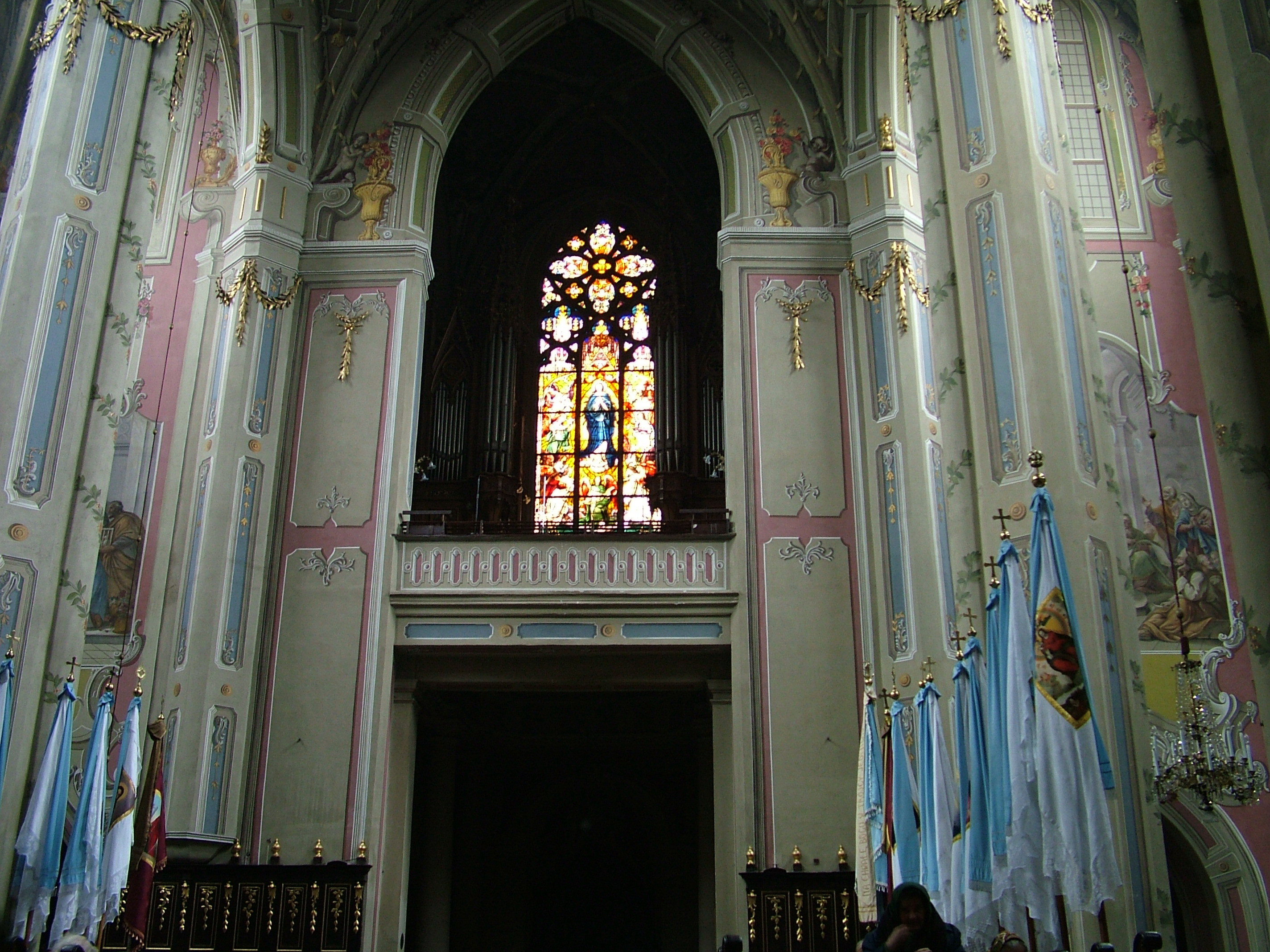
Kruchta
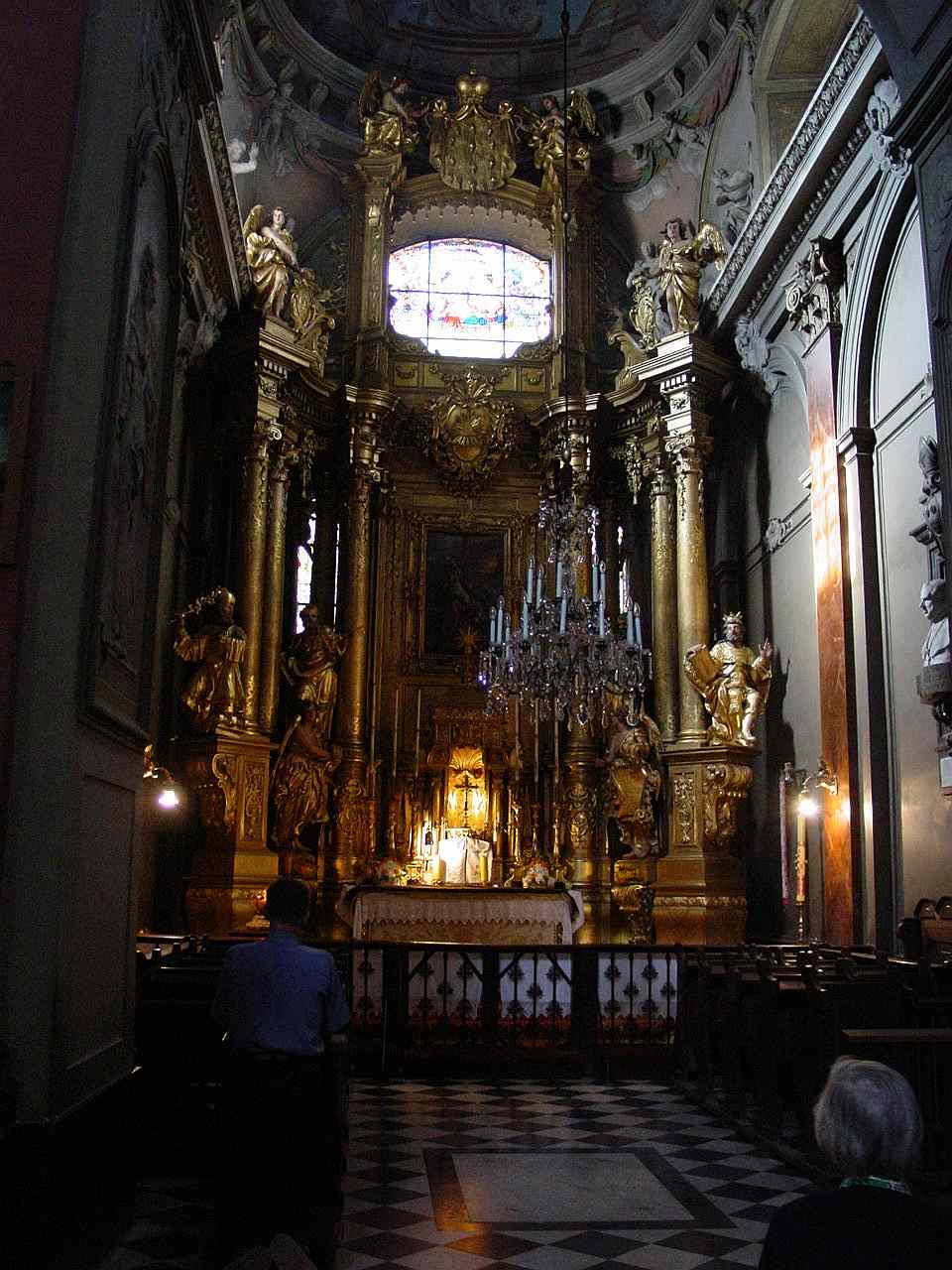
Interier
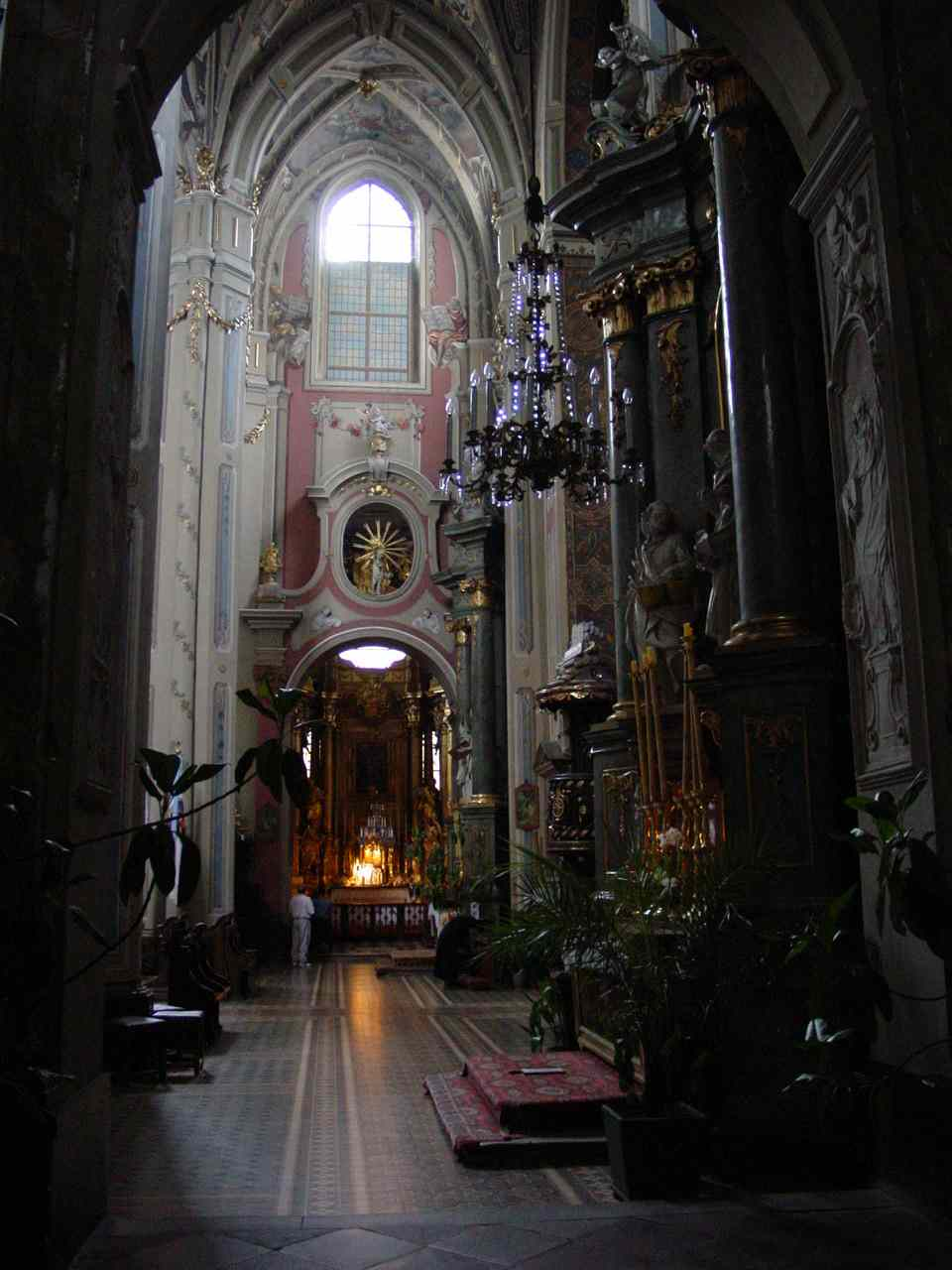
Interier

## Matka Boží Milostná z lvovské katedrály
Roku 1598 Jozef Šolc Wolkowicz (pl. Józef Szolc Wolfowicz) namaloval podle italského vzoru náhrobní obraz pro svoji malou zemřelou vnučku Kateřinu Domagalewiczowou. 11. května 1765 byl zázračný obraz Matky Boží Milostné, za přítomnosti představitelů tří církví (římsko-katolické, unické a arménské), přenesen ve velkolepém procesí z kapličky rodiny Domagalewiczů do katedrály. Roku 1766 arcibiskup lvovský Wácław Hieronim Sierakowski prohlásil obraz za zázračný a započal přípravy na jeho korunovaci.

## Současnost
V současnosti je lvovská katedrála jedním z center polské menšiny ve Lvově. Většina bohoslužeb v ní dodnes probíhá v polském jazyce. V katedrále se nacházejí relikvie svatého Józefa Bilczewského a svatého Zygmunta Gorazdowského, které blahoslavil během své návštěvy Lvova v červnu 2001 Jan Pavel II. a v říjnu 2005 svatořečil Benedikt XVI.